# Titanatemnus kibwezianus
Titanatemnus kibwezianus är en spindeldjursart som beskrevs av Beier 1932. Titanatemnus kibwezianus ingår i släktet Titanatemnus och familjen Atemnidae. Inga underarter finns listade i Catalogue of Life.